# Liste der Monuments historiques in Louesme
Die Liste der Monuments historiques in Louesme führt die Monuments historiques in der französischen Gemeinde Louesme auf.

## Liste der Objekte
| Bezeichnung                       | Beschreibung                                                                         | Standort                                     | Kennzeichnung | Schutzstatus | Datum | Bild |
| --------------------------------- | ------------------------------------------------------------------------------------ | -------------------------------------------- | ------------- | ------------ | ----- | ---- |
| Reliquiar des heiligen Fortunatus | Kupfer, Metall, versilbert, bezeichnet 1608; im Musée d’art sacré de Dijon deponiert | in der Kirche Assomption-de-la-Vierge (Lage) | PM21003061    | Classé       | 2003  |      |